# Medal 40-lecia Polski Ludowej
Medal 40-lecia Polski Ludowej – polskie cywilne odznaczenie państwowe okresu Polskiej Rzeczypospolitej Ludowej.
Medal 40-lecia Polski Ludowej został ustanowiony ustawą z dnia 26 kwietnia 1984 roku w czterdziestą rocznicę powstania Polski Ludowej, w celu wyrażenia uznania dla wysiłku ludzi pracy w budowie i umacnianiu socjalistycznego państwa, rozwoju społeczno-gospodarczego i kultury narodowej. Uchwała Rady Państwa z 10 maja 1984 określiła zasady nadawania i opis odznaki medalu.

## Zasady nadawania
Medal nadawany był za całokształt zasług położonych w długoletniej, wyróżniającej się pracy zawodowej oraz działalności społeczno-politycznej.
Według przepisów, nadawano go obywatelom cieszącym się autorytetem w swoich środowiskach zawodowych i społecznych, którzy swą długoletnią pracą zawodową, działalnością społeczną lub polityczną w różnych dziedzinach życia kraju w okresie czterdziestolecia Polski Ludowej wnieśli liczący się wkład w budowę i umacnianie socjalistycznej państwowości, gospodarki i kultury narodowej.
Medal nadawała Rada Państwa na wniosek: ministrów i kierowników urzędów centralnych, wojewodów i prezydentów miast Warszawy, Krakowa i Łodzi, prezydiów wojewódzkich rad narodowych, organów naczelnych władz Polskiej Zjednoczonej Partii Robotniczej, Zjednoczonego Stronnictwa Ludowego, Stronnictwa Demokratycznego i Patriotycznego Ruchu Odrodzenia Narodowego oraz naczelnych władz centralnych związków, stowarzyszeń, organizacji społecznych o zasięgu ogólnokrajowym.

Medal nadawany był w okresie od 22 lipca 1984 roku do 22 lipca 1985 roku.

## Opis odznaki
Odznaką Medalu 40-lecia Polski Ludowej jest krążek o średnicy 32 mm, srebrzony, oksydowany. Na awersie medalu w środku umieszczono wizerunek orła, a po obu jego stronach daty: 1944 i 1984. Nad orłem znajduje się rzymska cyfra: XL, a pod orłem napis: PRL. Daty połączone są z rzymską liczbą stylizowanymi kłosami zboża, a z napisem kołami zębatymi. Wszystkie elementy są wypukłe. Na rewersie medalu umieszczony jest wgłębiony kontur granic Polski, a w środku konturu napis w trzech wierszach: WALKA / PRACA / SOCJALIZM, pod napisem znajduje się gałązka oliwna.
Wstążka medalu jest szerokości 32 mm, składająca się z dwóch pionowych pasków w środku w kolorze białym i czerwonym o szerokości 12 mm każdy i dwóch pasków po bokach o szerokości 4 mm koloru złotego. Baretka sporządzona jest w kolorach wstążki, na niej umieszczona jest metalowa lub wyhaftowana nakładka koloru srebrnego, składająca się z poziomej listewki o szerokości 2 mm i rzymskiej liczby „XL” o wysokości 6 mm.
Autorem projektu jest artysta plastyk Edward Gorol.
Medal noszono na lewej stronie piersi w kolejności po Medalu 30-lecia Polski Ludowej.

## Statystyki
Łącznie przyznano 1 217 940 Medali 40-lecia PRL.